# Служи Україні!

Обкладинка книжки «Служи Україні!», Київ, «Веселка», 1994. Автор — упорядник Степан Кухта, художниця Іветта Ключковська

«Служи Україні!» — збірка оповідань та казок галицької письменниці Володимири Жуковецької (1871—1940), що вийшла 1994 року у київському видавництві «Веселка».

## Особливість видання
Автор-упорядник Степан Кухта вперше опублікував у книжці точну дату народження Жуковецької, йому вдалося знайти в архіві метричну книжку із записом про хрещення Володимири.
Видання оформила художниця Іветта Ключковська.

## Вихідні дані видання
Жуковецька Володимира Вільгельмівна. «Служи Україні!» : оповідання та казки: Для мол. шк. віку / В. В. Жуковецька ; упоряд. і передм. С. Кухти ; худ. І. Ключковська. - К. : Веселка, 1994. - 48 с. : іл. - ISBN 5-301-01442-0.

## В аудіо
Національна бібліотека України для дітей створила аудіозапис оповідання-спогаду з цієї книжки «Війна».